# ママスタジヲ
ママスタジヲは、1997年に活動を開始した日本の音楽グループ。

## 経歴
1997年、小泉大輔のユニットとして活動を開始。同年に川口智士・杉村美奈、1998年に伊藤浩が加入。 2001年12月にポニーキャニオンからアルバム『ママスタジヲのママスタジヲ』でメジャーデビュー。同アルバムにはXTCのコリン・ムールディングが絶賛するコメントを寄せた。
2003年夏、マキシシングル『沈黙の夏』発表直後にレコード会社から契約を解除されて活動休止に追い込まれるが、小泉のみママスタジヲを名乗って音楽活動を再開。2004年に新生ママスタジヲとして、小泉、高橋勝幸、中西智子、コーエン・ゲイブリエル、正信美奈のメンバーで活動を再開。2005年にアルバム『Attack Of The Housewives』を制作・発表したが、2006年春にコーエンが帰国した後は再び活動が途絶えている。

## メンバー
- 小泉大輔（ボーカル・ギター）

立命館大学ロック・コミューン出身。ママスタジヲ結成直前に佐藤征史とバンド組んでいた事もあり、くるりとの交流が深い。2003年夏からレコーディングエンジニアとしても活動。2009年に京都にてスタジオシンポを設立。
元メンバー（ - 2003年）
- 川口智士 （シンセサイザー・ボーカル）
- 杉村美奈 （ベース・ボーカル）
- 伊藤浩 （ドラムス・コーラス）

元メンバー（2004年 - 2006年）
- 高橋勝幸 （シンセサイザー・コーラス）
- 正信美奈 （ギター・コーラス）
- 中西智子 （ベース・コーラス）
- コーエン・ゲイブリエル （ドラム・コーラス）

## ディスコグラフィ

### アルバム
- デキルカナ？（2000年） - ミニアルバム
- ママスタジヲのママスタジヲ （2001年）
- 天才と幽霊 （2003年） - ミニアルバム
- Attack Of The Housewives （2005年）

### シングル
- ステロタイプポップ （2001年）
- アンダーグラウンド （2001年）
- スピード （2002年）
- 沈黙の夏 （2003年）

### 参加オムニバス
- 20世紀の終りに （2000年） - 「20世紀の終りに 」カバー
- みやこ音楽 （2006年） - 「東京タワー」